# A4a (Zwitserland)
De A4a (Zwitserland) is een autosnelweg in Zwitserland van 11 km lengte. De weg loopt van de A4 bij Blegi naar de H4 bij Sihlbrugg. Sinds 2020 is de weg onderdeel van de A14.

## Plaatsen langs de weg
- Cham
- Steinhausen
- Zug
- Baar
- Blickensdorf
- Walterswil
- Sihlbrugg